# 群馬県道222号横川停車場線
群馬県道222号横川停車場線（ぐんまけんどう222ごう よこかわていしゃじょうせん）は群馬県安中市松井田町横川のJR信越本線横川駅から国道18号交点を結ぶ県道である。

## 路線データ
- 起点：安中市松井田町横川（横川駅前）[注釈 1]
- 終点：安中市松井田町横川737番の1（国道18号交点〈下横川交差点〉）[注釈 2]

## 歴史
- 1959年（昭和34年）9月18日：群馬県より現・道路法に基づき、県道横川停車場線（横川停車場 - 一級国道18号線[注釈 3]交点〈碓氷郡松井田町〉、整理番号93）が路線認定される[1]。
  - 同日、前身路線にあたる県道横川停車場横川線（横川停車場 - 碓氷郡松井田町大字横川、整理番号119）が路線廃止される[2]。

## 交差する主な道路
- 群馬県道松井田軽井沢線 - 安中市松井田町横川
- 国道18号 - （下横川交差点、終点）